# 감성커피
감성커피(GAMSUNG COFFEE)는 대한민국의 커피 체인점이다.